# 奧托 (印第安納州)
奧托（英語：Otto）是位於美國印地安納州克拉克縣的一個非建制地區。該地的面積和人口皆未知。

## 地理
奧托的座標為38°34′15″N 85°28′01″W / 38.57083°N 85.46694°W，而該地的平均海拔高度為231米（即758英尺）。